# 1984 a jogalkotásban
1984-ben az alábbi jogszabályokat alkották meg:

## Magyarország

### Törvények (5)
- 1984. évi I. törvény 	 az Alkotmányjogi Tanácsról
- 1984. évi II. törvény 	 a népi ellenőrzésről szóló 1968. évi V. törvény módosításáról
- 1984. évi III. törvény 	 a Magyar Népköztársaság 1983. évi költségvetésének a végrehajtásáról
- 1984. évi IV. törvény 	 a tisztességtelen gazdasági tevékenység tilalmáról
- 1984. évi V. törvény 	 a Magyar Népköztársaság 1985. évi költségvetéséről

### Törvényerejű rendeletek (33)
- Forrás: Törvényerejű rendeletek teljes listája (1949 - 1989)
- 1984. évi 1. törvényerejű rendelet
- 1984. évi 2. törvényerejű rendelet 	 a „Mértéktelen sérülést okozónak vagy megkülönböztetés nélkül hatónak tekinthető egyes hagyományos fegyverek alkalmazásának betiltásáról, illetőleg korlátozásáról” szóló, Genfben, az 1980. évi október hó 15. napján kelt egyezmény és a hozzá csatolt jegyzőkönyvek kihirdetéséről
- 1984. évi 3. törvényerejű rendelet 	 a felsőoktatási intézményekről szóló 1962. évi 22. törvényerejű rendelet módosításáról
- 1984. évi 4. törvényerejű rendelet 	 a Magyar Népköztársaság és a Kubai Köztársaság között a polgári, családjogi és bűnügyi jogsegély tárgyában Havannában, az 1982. évi november hó 27. napján aláírt szerződés kihirdetéséről
- 1984. évi 5. törvényerejű rendelet 	 a társadalombiztosítás szervezetéről és irányításáról
- 1984. évi 6. törvényerejű rendelet 	 a Magyar Népköztársaság és a Csehszlovák Szocialista Köztársaság között a Gabcikovo-Nagymarosi Vízlépcsőrendszer megvalósításáról és üzemeltetéséről Budapesten, 1977. évi szeptember hó 16. napján aláírt Szerződés módosításáról Prágában, 1983. évi október hó 15. napján aláírt Jegyzőkönyv kihirdetéséről
- 1984. évi 7. törvényerejű rendelet 	 a fegyveres erők és a fegyveres testületek hivatásos állományának szolgálati viszonyáról szóló 1971. évi 10. törvényerejű rendelet módosításáról
- 1984. évi 8. törvényerejű rendelet 	 a tanársegéd munkakör betöltéséről
- 1984. évi 9. törvényerejű rendelet 	 a közúti kereskedelmi járművek ideiglenes behozatalára vonatkozó 1956. évi genfi vámegyezmény módosított szövegének kihirdetéséről
- 1984. évi 10. törvényerejű rendelet 	 a Magyar Népköztársaság és a Laoszi Népi Demokratikus Köztársaság között Budapesten, 1983. november 2-án aláírt konzuli egyezmény kihirdetéséről
- 1984. évi 11. törvényerejű rendelet a munka törvénykönyve módosításáról
- 1984. évi 12. tvr. 	 a településfejlesztési hozzájárulásról
- 1984. évi 13. törvényerejű rendelet 	 a Veszélyes Áruk Nemzetközi Közúti Szállításáról kötött genfi európai megállapodás (ADR) 14. Cikk 3. bekezdésének módosításáról New Yorkban, 1975. évi augusztus hó 21. napján aláírt jegyzőkönyv kihirdetéséről
- 1984. évi 14. törvényerejű rendelet 	 a Magyar Népköztársaság és Spanyolország között Budapesten, 1982. február 24-én aláírt konzuli egyezmény kihirdetéséről
- 1984. évi 15. törvényerejű rendelet 	 a Bajai Tanítóképző Főiskola elnevezéséről
- 1984. évi 16. törvényerejű rendelet 	 az 1935. évben Genfben tartott Nemzetközi Munkaügyi Egyetemes Értekezlet által az öregség, rokkantság, halál esetére szóló biztosításban szerzett jogok fenntartására irányuló nemzetközi viszonosság létesítéséről tervezet alakjában elfogadott nemzetközi egyezmény (48. sz.) becikkelyezéséről szóló 1937. évi XXIV. törvény hatályon kívül helyezéséről
- 1984. évi 17. törvényerejű rendelet 	 a Magyar Népköztársaság Kormánya és a Jugoszláv Szövetségi Népköztársaság Kormánya között a tehergépjárművel végzett árufuvarozás, valamint az ezzel kapcsolatos vámeljárás szabályozása tárgyában, Budapesten, 1962. évi február hó 9. napján aláírt Egyezmény kihirdetéséről szóló 1963. évi 17. törvényerejű rendelet hatályon kívül helyezéséről
- 1984. évi 18. törvényerejű rendelet 	 új kitüntetések alapításáról és az állami kitüntetésekről szóló 1976. évi 3. törvényerejű rendelet módosításáról
- 1984. évi 19. törvényerejű rendelet 	 a Büntető Törvénykönyvről szóló 1978. évi IV. törvény módosításáról
- 1984. évi 20. törvényerejű rendelet 	 a büntetőeljárásról szóló 1973. évi I. törvény módosításáról
- 1984. évi 21. törvényerejű rendelet 	 a büntetések és az intézkedések végrehajtásáról szóló 1979. évi 11. törvényerejű rendelet módosításáról
- 1984. évi 22. törvényerejű rendelet 	 az állami vállalatokról szóló 1977. évi VI. törvény módosításáról
- 1984. évi 23. törvényerejű rendelet 	 a gazdálkodó szervezeteknek meghatározott gazdasági tevékenységre történő utasításáról
- 1984. évi 24. törvényerejű rendelet a munka törvénykönyve módosításáról
- 1984. évi 25. törvényerejű rendelet 	 az állami pénzügyekről szóló 1979. évi II. törvény módosításáról [megjelent: Magyar Közlöny, 1984. október 31., 1984. évi 46. szám, p. 784-787.]
- 1984. évi 26. törvényerejű rendelet 	 a Magyar Nemzeti Bankról szóló 1967. évi 36. törvényerejű rendelet módosításáról
- 1984. évi 27. törvényerejű rendelet 	 a Magyar Népköztársaságban és az Osztrák Köztársaságban kiállított érettségi bizonyítványok egyetemi felvétel szempontjából való egyenértékűségének kölcsönös elismeréséről szóló, Budapesten, 1982. július 16-án aláírt egyezmény kihirdetéséről
- 1984. évi 28. törvényerejű rendelet 	 a Magyar Népköztársaság és a Tunéziai Köztársaság között Budapesten, 1982. december 6-án aláírt konzuli egyezmény kihirdetéséről
- 1984. évi 29. törvényerejű rendelet 	 az ipari minták nemzetközi letétbe helyezésére létrejött Hágai Megállapodás kihirdetéséről
- 1984. évi 30. törvényerejű rendelet 	 a Szabadalmi Együttműködési Szerződés kihirdetéséről szóló 1980. évi 14. törvényerejű rendelet módosításának kihirdetéséről
- 1984. évi 31. törvényerejű rendelet 	 a Magyar Népköztársaság és a Mongol Népköztársaság között 1984. június 1-jén Ulánbátorban aláírt barátsági és együttműködési szerződés kihirdetéséről
- 1984. évi 32. törvényerejű rendelet 	 a vízgazdálkodási társulatokról szóló 1977. évi 28. törvényerejű rendelet módosításáról
- 1984. évi 33. törvényerejű rendelet 	 egyes polgári jogi szabályok módosításáról

### Minisztertanácsi rendeletek

#### Június
- 22/1984. (VI. 14.) MT rendelet közlekedéssel összefüggő egyes minisztertanácsi rendeletek módosításáról

#### Augusztus
- 25/1984. (VIII. 8.) MT rendelet iskolai végzettséget, valamint tudományos fokozatot tanúsító okiratok egyenértékűségének kölcsönös elismeréséről szóló magyar-laoszi megállapodás kihirdetéséről

#### Október
- 36/1984. (X. 31.) MT rendelet az állami pénzügyekről szóló 1979. évi II. törvény végrehajtásáról rendelkező 23/1979. (VI. 28.) MT rendelet módosításáról [1]

#### November
- 38/1984. (XI. 5.) MT rendelet az árszabályozásról

#### December
- 64/1984. (XII. 21.) MT rendelet a Magyar Népköztársaság Kormánya és a Belga Királyság Kormánya között a polgári eljárásról szóló, Hágában az 1954. évi március hó 1-jén kelt Egyezmény alkalmazásának megkönnyítésére irányuló, Brüsszelben 1983. évi május hó 11. napján aláírt Megállapodás kihirdetéséről

### Egyéb fontosabb jogszabályok

#### Miniszteri rendeletek
- 4/1984. (I. 23.) EüM rendelet a zaj- és rezgésterhelési határértékek megállapításáról
- 2/1984. (III. 10.) BkM-IpM együttes rendelet a használati-kezelési útmutatóról és a minőség tanúsításáról
- 10/1984. (IV. 18.) MM rendelet a felsőoktatási intézmények által adományozható díszoklevelekről
- 11/1984. (VI. 27.) KM rendelet a vasúti járművekre szerelt és egyéb vasútüzemi célt szolgáló kazánok és nyomástartó edények üzembe helyezéséről, időszakos vizsgálatáról és ellenőrzéséről
- 8/1983. (VI. 29.) EüM-PM együttes rendelet a megváltozott munkaképességű dolgozók foglalkoztatásáról és szociális ellátásáról
- 11/1984. (VIII. 1.) ÉVM rendelet a nukleáris létesítmények építési szabályairól
- 7/1984. (VIII. 1.) EÜM-MÉM együttes rendelet a gombavizsgálattal kapcsolatos szakképesítésről
- 55/1984. (XII. 1.) PM rendelet a fogyasztási adóról szóló
- 18/1984. (XII. 13.) ÉVM rendelet a külterületen levő nyomvonalas létesítmények műszaki nyilvántartásáról
- 63/1984. (XII. 28.) PM rendelet a burgonya, zöldség, gyümölcs forgalmazását végző, valamint téli tárolást végző vállalatok pénzügyi támogatására vonatkozó jogszabályok hatályon kívül helyezéséről

#### Kormányhatározatok
- 1004/1984. (II. 29.) MT határozat az egyetemi tanárok kinevezéséről
- 1010/1984. (III. 31.) MT határozat a munkavédelem állami irányításáról és ellenőrzéséről
- 1014/1984. (IV. 18.) MT határozat tiszthelyettesképző szakközépiskolák létesítéséről